# Bethe-Tait-Störfall
Ein Bethe-Tait-Störfall ist ein theoretisch betrachteter Störfall in einem unmoderierten Reaktor mit schnellen Neutronen (z. B. einem Brutreaktor). Bei dem angenommenen Störfall kommt es zu einer Leistungsexkursion mit prompter Überkritikalität. Der Name geht auf die Physiker Hans Bethe und J. H. Tait zurück.
Die Überlegung bezieht sich ausschließlich auf schnelle, nicht auf thermische Reaktoren, bei denen auch der Einfluss eines Moderators relevant ist, und enthält extrem pessimistische Annahmen: Es werden das gleichzeitige vollständige Verschwinden des Kühlmittels und das Versagen aller Abschaltsysteme angenommen. Bei vorher hoher Reaktorleistung reicht die Nachzerfallswärme aus, um bei fehlender Kühlung die Brennstäbe in kurzer Zeit zum Schmelzen zu bringen. Der Reaktorkern kollabiert und durch die geänderte Geometrie kann bei Abwesenheit eines Neutronenabsorbers eine prompt überkritische Konfiguration des spaltbaren Materials entstehen. Die abgegebene Leistung nimmt in Sekundenbruchteilen exponentiell zu, bis der Kernbrennstoff verdampft, deswegen expandiert und dann nicht mehr überkritisch ist. In der Folge kommt es zur Zerstörung der Anlage und entsprechender Freisetzung von radioaktivem Material.
Als Vorbeugungsmaßnahme auch gegen ein solches Ereignis hatte beispielsweise der nicht in Betrieb genommene deutsche Brutreaktor SNR-300 in Kalkar ein redundantes und diversitäres zweites System von Absorberstäben, das nicht im Normalbetrieb, sondern nur zur Schnellabschaltung im Notfall dienen sollte. Weiterhin war das Gesamtsystem (Containment inkl. Reaktor) so ausgelegt, dass es eine plötzliche Freisetzung mechanischer Energie von 370 MJ (ca. 100 kWh) ausgehalten hätte.